# Montserrats vapen
På Montserrats statsvapen visas en kvinna med en harpa och ett latinskt kors. Harpan är en irländsk symbol och hänvisar till den tidiga koloniseringen av katolska irländare som flydde från antikatolska Saint Kitts och Nevis, därav korset.